# ACR Women Elite
ACR Women Elite — датская женская любительская команда по шоссейному велоспорту.

## История команды
ACR Women Elite была основана в начале 2023 года и провела свой единственный сезон в качестве клубной команды в датском классе А. Команда была создана клубом Amager Cykle Ring и базировалась в Каструпе. С девятью гонщиками это была самая большая женская команда клуба. Команда выступала только один сезон, так как с сезона 2024 года она объединилась с Team Interklima ABC Copenhagen.

## Сезон 2023 года
| Состав 2023               | Состав 2023     | Состав 2023                               | Состав 2023 |
| Гонщик                    | Дата рождения   | Предыдущая команда                        |             |
| ------------------------- | --------------- | ----------------------------------------- | ----------- |
| Юлие Абрахамсен           | 11 июля 1998    | Arbejdernes Bicycle Club København (2022) |             |
| Мелани Брунхофер          | 23 мая 1991     | Team La Musette (2022)                    |             |
| Роза Мария Клёзер         | 24 июня 1996    | Amager Cykle Ring (2022)                  |             |
| Юлие Эневолльсен Крогх    | 1994            |                                           |             |
| Катрине Оливия Мадсен     | 13 февраля 2001 | Arbejdernes Bicycle Club København (2022) |             |
| Кирстине Мунк             | 2 февраля 1996  | Team Nyt Syn powered by Fialla (2022)     |             |
| Мие Нордлунн Педерсен     | 23 октября 1990 | Holte MTB Klub (2022)                     |             |
| Каролине Кирк Скад        | 1 апреля 1997   | Amager Cykle Ring (2022)                  |             |
| Анна Сероп                | 9 августа 1999  | Københavns Triathlonklub (2022)           |             |
|                           |                 |                                           |             |
| Источник: ProCyclingStats |                 |                                           |             |

| Победы | Победы | Победы | Победы     | Победы | Победы |
| Дата   | Гонка  | Кат.   | Победитель |        |        |
| ------ | ------ | ------ | ---------- | ------ | ------ |